# Jan František Hruška
Jan František Hruška (6. června 1865, Pec pod Čerchovem – 17. října 1937, Plzeň) byl český národopisec, spisovatel a středoškolský profesor. Stejně jako jeho vzdálený příbuzný Jindřich Šimon Baar, s nímž se znal z domažlického gymnázia, se zajímal především o rodné Chodsko.

## Život
Narodil se v rodině Melchiora Hrušky, pracovníka na pile (Brettschneider) a matky Anny, rozené Teydlové, oba rodiče pocházeli z rodů s písmáckou tradicí. Po obecné škole v Trhanově vystudoval v letech 1878–1886 gymnázium v Domažlicích; poté studoval soukromě bohosloví a od roku 1888 slovanskou a klasickou filologii na filozofické fakultě v Praze. Po studiích pracoval jako středoškolský profesor češtiny a latiny v různých českých městech. Každoročně navštěvoval rodné Chodsko a za honorář ze své knihy Chléb náš vezdejší, doplněný veřejnými sbírkami, nechal v rodné Peci pod Čerchovem vybudovat roku 1909 kapli sv. Prokopa. Poté, co získal v roce 1899 definitivní profesorské místo na gymnáziu v Plzni, žil zde až do smrti.

## Dílo
Jan František Hruška se věnoval především chodské dialektologii. Vrcholem jeho díla je Dialektický slovník chodský.
Vydal i řadu beletristických publikací, zejména pohádek a příběhů z Chodska.
Jako hluboce věřící člověk nebyl v období komunistického režimu příliš připomínán. V tomto období vyšla pouze převyprávěná kniha jeho pohádek Pták štěstí v nakladatelství Albatros (1976).

## Zajímavost
Jan František Hruška doprovázel v roce 1882 po Chodsku Aloise Jiráska, a spolupracoval s ním při studiu archivu v Domažlicích, kde Jirásek sbíral podklady pro román Psohlavci.